# 내셔널 스포츠 센터
내셔널 스포츠 센터(National Sports Center)은 미국의 축구 전용 경기장이다. 미네소타주 블레인에 위치하고 있으며 과거 NASL 미네소타 유나이티드 FC의 홈경기장이었다.